# Feuerwehr in Tschechien

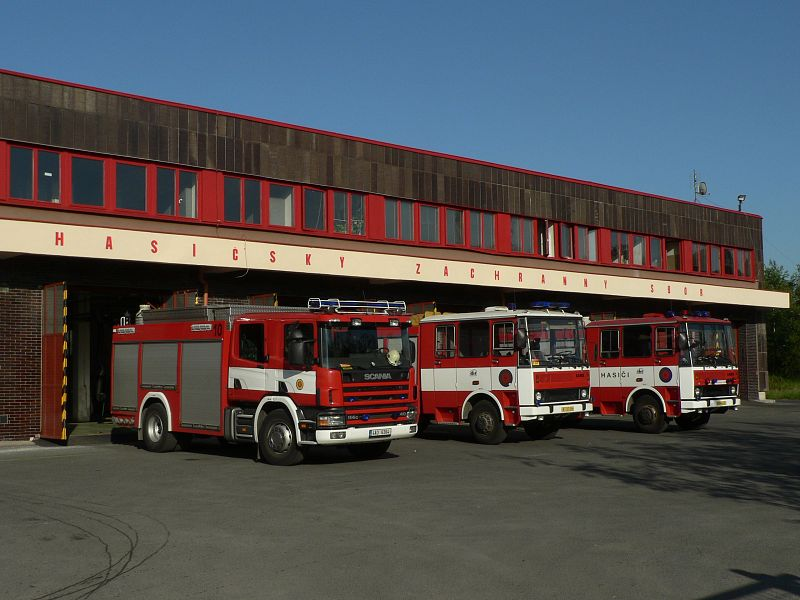
Eine von den 3 Feuerwachen des Feuerrettungskorps der Verkehrsbetriebe in Prag

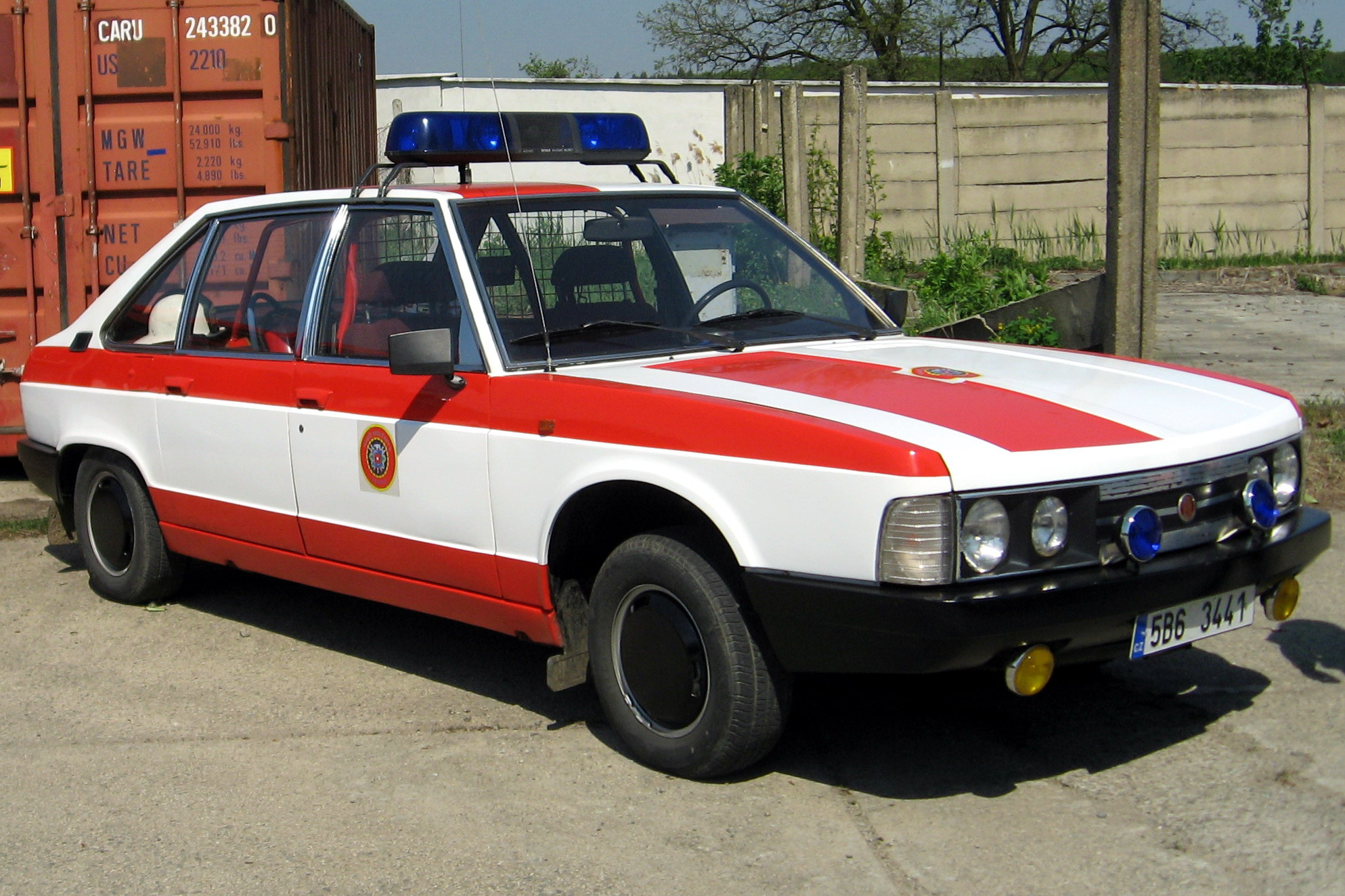
Tatra 613 ein ehemaliger Einsatzwagen

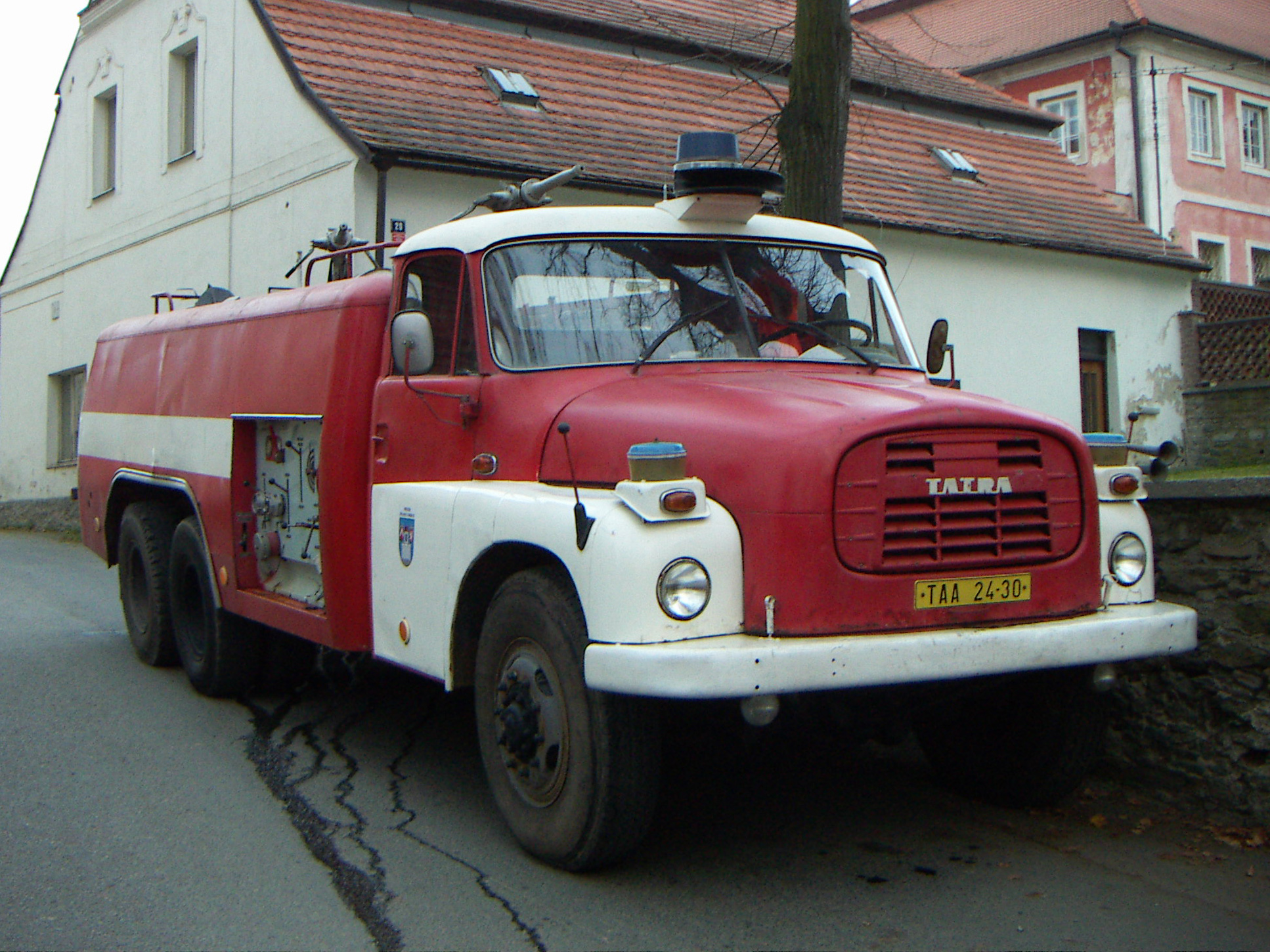
Tatra 148 ein alter Einsatzwagen, meistens bei der Freiwilligen Feuerwehr im Dienst

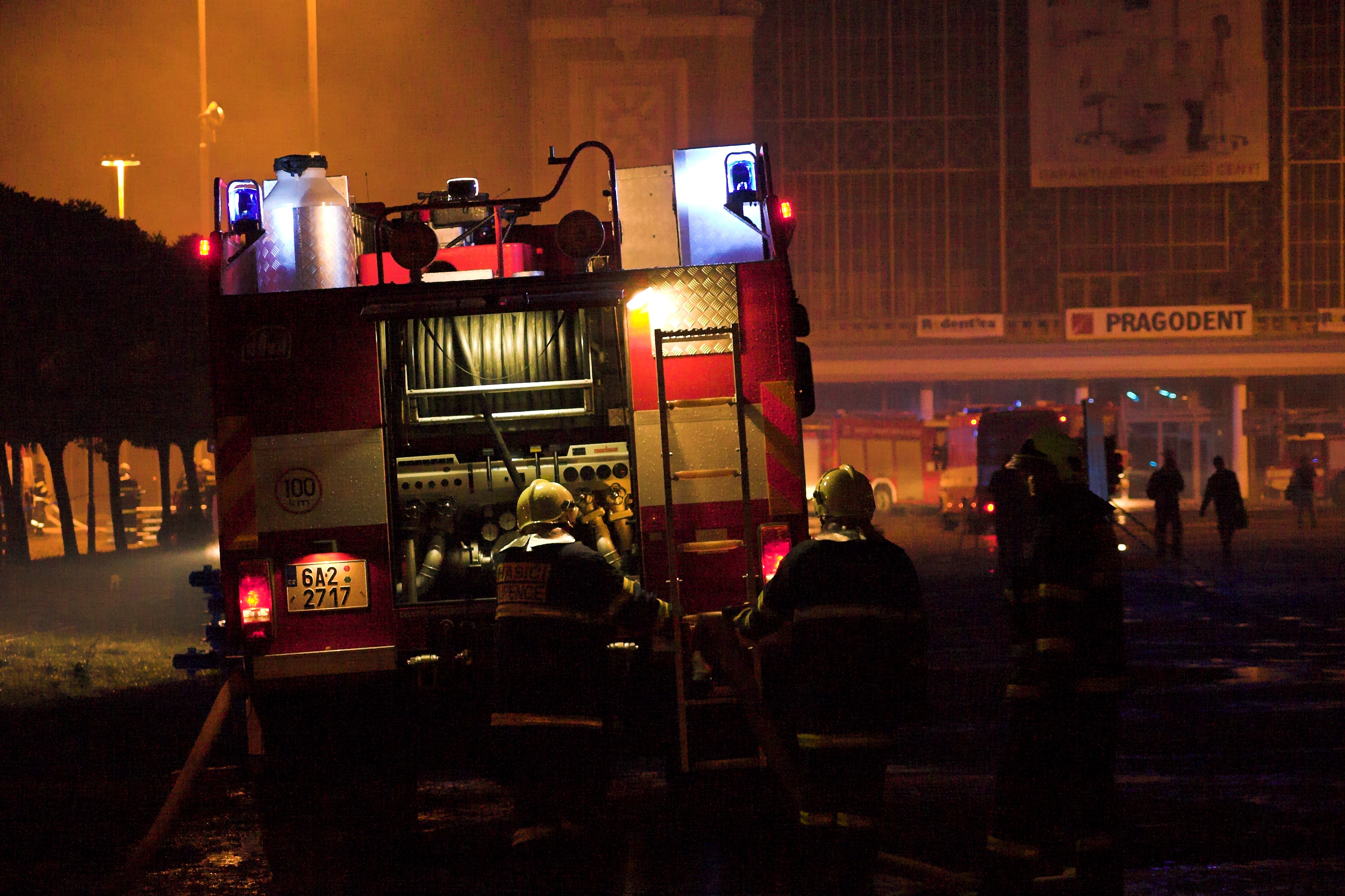
Feuerwehreinsatz beim Großbrand des Industriepalastes in Prag

Die Feuerwehr in Tschechien bildet der Feuerwehr-Rettungskorps der Tschechischen Republik (Hasičský záchranný sbor ČR, HZS ČR), die Freiwilligen Feuerwehren und die Betriebsfeuerwehren. Der Feuerwehr-Rettungskorps ist wichtigster Bestandteil des integrierten Rettungssystems (integrovaný záchranný systém – IZS) und ist vollständig als Berufsfeuerwehr organisiert. Die Feuerwehr ist in Tschechien unter der nationalen Notrufnummer 150 sowie unter der Euronotrufnummer 112 erreichbar.

## Allgemeines
In Tschechien bestehen 7.039 Feuerwehrhäuser und Feuerwachen, in denen 4.755 Löschfahrzeuge und 415 Drehleitern bzw. Teleskopmaste für Feuerwehreinsätze bereitstehen. Insgesamt sind 80.112 Personen, davon 12.963 Berufsfeuerwehrleute und 67.149 freiwillige Feuerwehrleute, im Feuerwehrwesen tätig. Der Frauenanteil beträgt ein Prozent. In den Jugendfeuerwehren sind viele Kinder und Jugendliche organisiert. Die tschechischen Feuerwehren wurden im Jahr 2019 zu 2.298.681 Einsätzen alarmiert, dabei waren 18.813 Brände zu löschen. Hierbei wurden 128 Tote von den Feuerwehren geborgen und 1.388 Verletzte gerettet.

## Geschichte

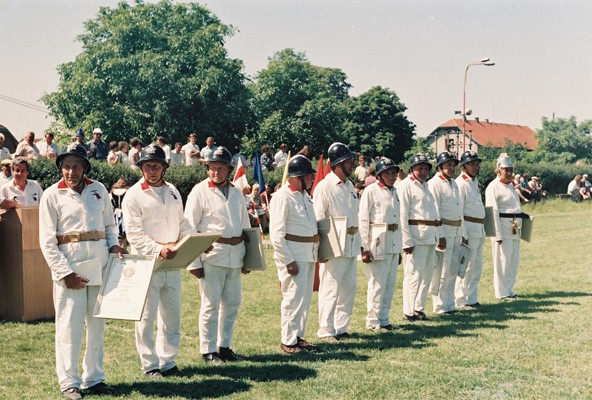
Historische Uniformen der Feuerwehr in Tschechien

Siehe auch:  Geschichte der Feuerwehr in Altösterreich
Die ersten Feuerwehren entstanden, wie überall in Österreich-Ungarn, nach 1850. Als erste Freiwillige Feuerwehr in der gesamten damaligen Monarchie gilt die im Jahr 1851 vom pensionierten Offizier Ferdinand Leitenberger im böhmischen Reichstadt gebildete Freiwillige Bürgerwehr. Die erste städtische Feuerwehr wurde 1853 in Prag gegründet. Die Strukturen waren bis nach dem Zweiten Weltkrieg aus der Geschichte ähnlich wie in Österreich. Erst nach dem Krieg wurden durch Wiedererrichtung der Tschechoslowakei die Strukturen grundlegend verändert. Im Jahr 1953 wurde die Feuerwehr mit dem Gesetz Nr. 35/1953 dem Innenministerium unterstellt. Dabei wurde ein militärischer Grundaufbau geschaffen. Im Jahr 1958 wurde die Organisation etwas dezentralisiert.
Durch die Auflösung der Tschechoslowakei 1990 und nachfolgend der Tschechische und Slowakische Föderative Republik zum 31. Dezember 1992 erlangten Tschechien und die Slowakei ihre Unabhängigkeit voneinander. Dies hatte zur Folge, dass das Feuerwehr- und Rettungswesen in Tschechien neu geordnet wurde.

## Struktur der Feuerwehr in Tschechien
Das Rückgrat bilden Feuerwehreinheiten des Feuerwehr-Rettungskorps der 14 Regionen (kraj), welche vollständig als Berufsfeuerwehren organisiert sind. Diese Einheiten führten im Jahr 2008 67,8 % aller Einsätze durch. Zudem errichten die Gemeinden freiwillige Feuerwehreinheiten (sbor dobrovolných hasičů), teilweise auch mit hauptamtlichen Kräften. Diese Einheiten führten im Jahr 2008 24,9 % aller Einsätze durch. Weitere Feuerwehreinheiten bilden berufliche und freiwillige betriebliche Feuerwehren. Dazu kommen 22 militärische Feuerwehreinheiten, welche für militärische Anlagen zuständig sind.
Gemeindegebiete werden in unterschiedliche Risikostufen kategorisiert, für die eine Zahl von Feuerwehreinheiten und eine maximale Anfahrtsdauer per Gesetz vorgeschrieben sind. Für Zwecke des flächendeckenden Brandschutzes werden folgende Kategorien von Feuerwehreinheiten (tschechisch jednotka požární ochrany – JPO) unterschieden. Einheiten der Kategorien JPO I–III haben ein in Fahrtminuten definiertes Einsatzgebiet, Einheiten der Kategorien JPO IV–VI greifen im Regelfall nur auf dem Gebiet ihres Trägers ein (Gemeindegebiet, Werksgebiet).
| Kategorie der Feuerwehreinheit | Beschreibung | Anzahl der Feuerwehren zum 2. Juni 2009 |
| ------------------------------ | --- | --------------------------------------- |
| JPO I                          | Einheiten des Feuerwehr-Rettungskorps der Region (kraj); Berufsfeuerwehr; Ausfahrt innerhalb von max. 2 min; Einsatzgebiet im Umkreis von 20 min Fahrzeit.       | 238                                     |
| JPO II                         | Einheit der Freiwilligen Feuerwehr der Gemeinde; Ausfahrt innerhalb von max. 5 min; Einsatzgebiet im Umkreis von 10 min Fahrzeit.                                | 202                                     |
| JPO III                        | Einheit der Freiwilligen Feuerwehr der Gemeinde; Ausfahrt innerhalb von max. 10 min; Einsatzgebiet im Umkreis von 10 min Fahrzeit.                               | 1339                                    |
| JPO IV                         | Einheit der betrieblichen Berufsfeuerwehr eines Betriebs; Ausfahrt innerhalb von max. 2 min; Einsatzgebiet in der Regel nur auf dem Gebiet des Trägers.          | 94                                      |
| JPO V                          | Einheit der Freiwilligen Feuerwehr der Gemeinde; Ausfahrt innerhalb von max. 10 min; Einsatzgebiet in der Regel nur auf dem Gebiet des Trägers (Gemeindegebiet). | 5802                                    |
| JPO VI                         | Einheit der Freiwilligen Feuerwehr eines Betriebs; Ausfahrt nach max. 10 min; Einsatzgebiet in der Regel nur auf dem Gebiet des Trägers.                         | 256                                     |

### Feuerwehr-Rettungskorps der Tschechischen Republik
Der Feuerwehr-Rettungskorps der Tschechischen Republik (Hasičský záchranný sbor ČR / kraje) bildet das Rückgrat der Feuerwehr in Tschechien. Er ist als Berufsfeuerwehr organisiert. Seit 2001 gewährleistet er auch den Zivilschutz. Im Jahr 2007 wurde das 157. Rettungs-Bataillon der Tschechischen Streitkräfte in Hlučín der Feuerwehr übergeben.
Den Feuerwehr-Rettungskorps bildet die Generaldirektion, welche Bestandteil des Innenministeriums ist, 14 Feuerwehr-Rettungskorps in den Regionen, das Fachgymnasium für Brandschutz und die Höhere Fachschule für Brandschutz in Frýdek-Místek und eine Rettungseinheit in Hlučín. Bestandteil der Generaldirektion sind zudem folgende Bildungs-, Reparatur- und Zweckseinrichtungen: die Fachberufsschulen für Brandschutz in Frýdek-Místek, Brno, Chomutov und Borovany, das Institut für Zivilschutz in Lázně Bohdaneč, das Technische Institut für Brandschutz in Prag und ein Reparaturbetrieb und eine logistische Basis in Olomouc.
Einheiten des Feuerwehr-Rettungskorps der Regionen führten im Jahr 2008 67,8 % der Einsätze durch. Registriert waren zum 31. Dezember 2008 238 Einheiten mit 9419 Beamten (davon 6554 bei den Feuerwehr-Rettungskorps der Regionen) und 1133 Zivilangestellten.

### Freiwillige Feuerwehren
Freiwillige Feuerwehren (sbor dobrovolných hasičů) werden von den Gemeinden errichtet. Der Kommandant wird nach Stellungnahme des Feuerwehr-Rettungskorps der Region und unter Berücksichtigung des Vorschlags des im Bereich des Brandschutzes tätigen Vereins berufen. Freiwilligen Feuerwehren können auch hauptamtliche Kräfte zugeordnet werden. Betriebe können auch Freiwillige Feuerwehren errichten.
Einheiten der Freiwilligen Feuerwehren der Gemeinden führten im Jahr 2008 24,9 % aller Einsätze durch. Registriert waren zum 31. Dezember 2008 insgesamt 7343 Einheiten, davon gehörten 202 Einheiten der Kategorie JPO II, 1339 Einheiten der Kategorie JPO III und 5802 der Kategorie JPO V an. 11,7 % dieser Einheiten wurden nur einmal zum Einsatz gerufen, 59,6 % gar nicht. Die 256 Einheiten der Freiwilligen Feuerwehren der Betriebe leisteten 0,5 % aller Einsätze im Jahr 2008. Zum 31. Dezember 2008 waren 74358 Feuerwehrleute registriert. In vielen Feuerwehren wird Jugendarbeit betrieben. Es kommt dabei auch zu internationalen Begegnungen, wie im Juli 2009 mit der Jugendfeuerwehr Domažlice und der Delegation der Kreisjugendfeuerwehr Limburg-Weilburg, angeführt von Franz-Josef Sehr und Landrat Manfred Michel.

### Betriebliche und militärische Feuerwehren
Einheiten eines Feuerwehr-Rettungskorps eines Betriebes (jednotka hasičského záchranného sboru podniku) sind Berufsfeuerwehren und werden in im Gesetz vorgesehenen Fällen von Personen des Privatrechts errichtet. Der Kommandant wird nach Stellungnahme des Feuerwehr-Rettungskorps der Region berufen. Betriebe können auch Freiwillige Feuerwehren errichten. 
Militärische Feuerwehreinheiten (vojenská hasičská jednotka) liegen in der Kompetenz des Verteidigungsministeriums und gewährleisten den Brandschutz in militärischen Anlagen.
Zum 31. Dezember 2008 waren 94 Berufsfeuerwehren der Betriebe und 22 militärische Berufsfeuerwehren registriert, welche im Jahr 2008 6,8 % aller Einsätze durchführten. Registriert waren 2472 Berufsfeuerwehrleute, davon 479 militärische.

## Hochschulen und Feuerwehrschulen
Universitäre Bildung im Bereich Brandschutz kann in Tschechien an der Fakultät für Sicherheitsingenieurwesen der Technischen Universität Ostrava erlangt werden.
In Frýdek-Místek befindet sich die Fachmittelschule und die höhere Fachschule für Brandschutz (Střední odborná škola požární ochrany a Vyšší odborná škola požární ochrany ve Frýdku-Místku). Der ISCED-Klassifizierung nach handelt es sich um eine Schule der Ebenen 3A und 5B. Sie ist organisatorischer Bestandteil des Feuerwehr-Rettungskorps der Tschechischen Republik und wird vom Innenministerium errichtet.
An einigen von den Regionen getragenen Fachmittelschulen (ISCED 3A) wird der Lehrgang Feuerwehrtechnikmaschinist angeboten. Die Schüler absolvieren einen Teil ihrer Ausbildung an den Fachlehranstalten des Innenministeriums und erlangen nach vier Jahren die allgemeine Hochschulreife.
Das Innenministerium unterhält vier Fachlehranstalten (ISCED 3C) für Brandschutz (odborné učiliště požární ochrany) in Brno, Frýdek-Místek, Borovany und Chomutov. Zu diesen Einrichtungen haben nur Feuerwehrleute Zugang.

## International
Tschechien ist Mitglied des Weltfeuerwehrverbandes CTIF, wo es von dem Tschechischen CTIF-Nationalkomitee (Český národní výbor CTIF) vertreten wird. Im Rahmen dessen wurden auch bereits 1973 in Brünn die internationalen Feuerwehrwettkämpfe durchgeführt. Im Jahr 2009 wurden sie abermals, diesmal in Ostrava abgehalten. Im Jahr 1987 wurden die internationalen Jugendwettbewerbe in Havlíčkův Brod durchgeführt.
Der Sitz der 1993 gegründeten Arbeitsgemeinschaft für Feuerwehr- und Brandschutzgeschichte im CTIF hat ihren Sitz in Přibyslav.

## Feuerwehrmuseum
Die Geschichte des tschechischen Feuerwehrwesens wird in dem Feuerwehrmuseum Přibyslav dargestellt. Das Museum ist Teil des Centrum hasičského hnutí Přibyslav (Feuerwehrbewegungszentrum), das vom Verband der Feuerwehrleute in Böhmen, Mähren und Schlesien (Sdružení hasičů Čech, Moravy a Slezska) getragen wird und im Schloss Přibyslav untergebracht ist. Der erste Teil des Museums wurde im Jahr 1975 eröffnet. Nach der Teilung des Staates geriet das Feuerwehrmuseum in die Gefahr aus finanziellen Gründen geschlossen zu werden. Deshalb wurde vom Träger eine Stiftung zur Unterstützung gegründet.
Auch in Čechy pod Kosířem befindet sich in der ehemaligen Feuerlöschgerätefabrik von Anton Smekal ein Feuerwehrmuseum.